# Owodnia
Owodnia (łac. amnion) – jedna z błon płodowych, powstaje z ektodermy i mezodermy. Początkowo zbudowana jest z jednej warstwy komórek nabłonka nazywanych amnioblastami. Ze względu na lokalizację wyróżnia się 3 rodzaje owodni: owodnię pokrywającą pęcherz płodowy, owodnię pokrywającą łożysko oraz owodnię pępowinową. Otacza płód pęcherzem płodowym stanowiącym szczelnie zamknięty worek wypełniony płynem. Płyn ten nazywany jest płynem owodniowym (wody płodowe) i tworzy on środowisko życia wewnątrzmacicznego. Umożliwia płodowi nie tylko swobodne poruszanie się w macicy, ale również stanowi pewnego rodzaju amortyzator chroniąc płód przed urazami. Poza tym zabezpiecza płód przed wysychaniem, wahaniami temperatury, jak również izoluje go przed silnymi bodźcami docierającymi ze świata zewnętrznego np. głośnymi dźwiękami. Płyn owodniowy zawiera złuszczony nabłonek zarodka, co wykorzystane jest w amniopunkcji, jednej z metod diagnostyki prenatalnej. Owodnia stanowi również barierę dla drobnoustrojów znajdujących się w pochwie.